# Du Mu
Ne doit pas être confondu avec Du Mu (dynastie Ming).
Dans ce nom, le nom de famille, Du, précède le nom personnel.
Du Mu  (chinois 杜牧, pinyin Dù Mù, EFEO Tou Mou), né en 803, mort en 852, est un poète chinois majeur de la dynastie Tang. On l'a surnommé « Du le mineur», par référence au grand Du Fu.

## Biographie
Né en 803, Du appartient à une famille mandarinale ayant occupé de hautes fonctions. Il est le petit-fils de Du You (en), premier ministre et historien. Il passe avec succès les examens impériaux dès 828 et s'engage en politique. Sa nature intègre et son intérêt pour les infortunés sont toutefois difficilement conciliables avec sa carrière. Du hérite en outre de son grand-père un goût certain pour le libertinage.
Du est nommé en 835 censeur à la capitale, Chang'an, mais, face à la situation de crise qui règne à la cour, préfère demander une mutation pour Luoyang. Il obtient de nouveau un poste à Chang'an en 848, mais dès l'année suivante demande sa mutation en province.

## Œuvres

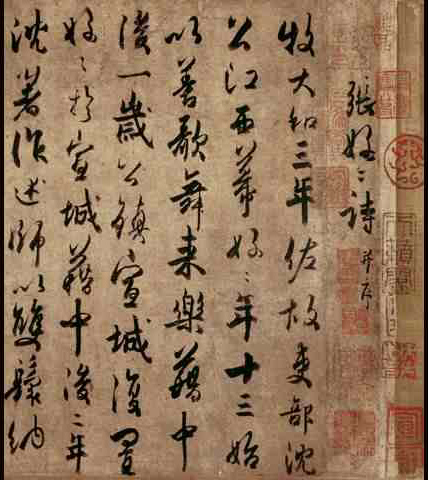
Détail du poème 《張好好詩》 (regarder un bon poème), écriture manuscrite de Dù Mù

Poète lyrique, il puise son inspiration chez les courtisanes, chante l'amour, ou utilise l'histoire, dont il se sert pour parler des troubles de son époque, ayant vécu à la fin de la dynastie Tang.
Du Mu a utilisé toutes les formes poétiques de son temps. Dans ses poèmes de style ancien, pentasyllabiques, appelés gutishi, il revient sur sa carrière, donne son point de vue sur la situation politique de son époque, ou encore évoque un ancien amour pour une courtisane. Ces poèmes relèvent souvent de l'exercice de style et sont empreints de formalisme, bien que Du y fasse preuve parfois de spontanéité. Mais le plus souvent il utilise les formes nouvelles (jintishi), en particulier le quatrain (jueju (en)) et le huitain (lüshi (en)) heptasyllabiques. Il y est le poète de l'idée, privilégiant le fond à la forme, contrairement à une certaine mode de son temps. Il s'oppose à la fois à Li He, poète réputé pour son obscurité, et à certains partisans du style de Yuan Zhen et Bai Juyi privilégiant la futilité. C'est dans ces poèmes de formes  courtes qu'il se montre le plus original.
Du Mu est l'auteur d'un commentaire de Sunzi, plus tard repris sous les Song dans une compilation.
Certains de ses poèmes qījué (七絕) sont utilisés dans la poésie chantée japonaise shigin.